# KkStB 9
Die Dampflokomotivreihe kkStB 9 war eine Schnellzug-Schlepptenderlokomotivreihe der k.k. österreichischen Staatsbahnen (kkStB) und der Südbahngesellschaft.

Gruppenfoto mit 9.01 und Konstrukteur Karl Gölsdorf (2. v.r.), wahrscheinlich anlässlich einer Probefahrt

Lok der Reihe 9 auf einer Behelfsbrücke des k.u.k. Eisenbahnregiments

Für Hügellandstrecken entwarf Karl Gölsdorf diese Schnellzuglokomotive, bei der er nur wenige Neuerungen einführte. So war die Lokomotivtype die letzte, bei der er einen Außenrahmen zur Anwendung brachte.
Die Verbundmaschine hatte zur Zeit ihrer Entstehung einen der größten Niederdruckzylinderdurchmesser in Europa, nämlich 810 mm. Da damit das Lichtraumprofil nicht einzuhalten war, wurden die Zylinder zwischen den Rahmenplatten angeordnet, was bei österreichischen Lokomotiven schon seit der Frühzeit der Eisenbahnen äußerst ungebräuchlich war. Während die Steuerung außen lag, erschwerten die innen liegenden Zylinder und Treibstangen die Wartung beträchtlich.
Am auffälligsten war der große Dampfsammelbehälter mit einer Länge von 4,4 m auf dem Kesselscheitel, der die für Bergfahrten benötigte große Dampfmenge aufnehmen sollte.
Die Reihe 9 brachte allerdings nicht die Leistungen, die man von ihr erwartet hatte.
Dies war vor allem durch den Eigenwiderstand des Triebwerks bedingt.
Insgesamt wurden 38 Stück von der Lokomotivfabrik der StEG, der Lokomotivfabrik Floridsdorf und der Böhmisch-Mährischen Maschinenfabrik geliefert.
Die Südbahngesellschaft bezog 1901 bei der Lokomotivfabrik der StEG vier Stück dieser Lokomotivreihe für den Einsatz im Pustertal.
Nach dem Ersten Weltkrieg kamen die kkStB-Loks zur BBÖ, die zwischen 1922 und 1928 19 Stück einem Umbau unterzog.
Die umgebauten Maschinen erhielten die Bezeichnung 409.
Die restlichen Maschinen wurden bis 1938 ausgeschieden.
Die Südbahnmaschinen kamen nach der Verstaatlichung der Südbahn 1923 ebenfalls zur BBÖ.
Sie erhielten die Bezeichnung 9.401–404 und wurden bereits 1929 ausgemustert.
Der Vollständigkeit halber sei angemerkt, dass die Nummern 9.01–05 bei der kkStB bereits einmal für Lokomotiven der Arlbergbahn vergeben waren.
Diese wurden aber 1891 in kkStB 28.01–05 umnummeriert.